# Slaget vid Plum Creek

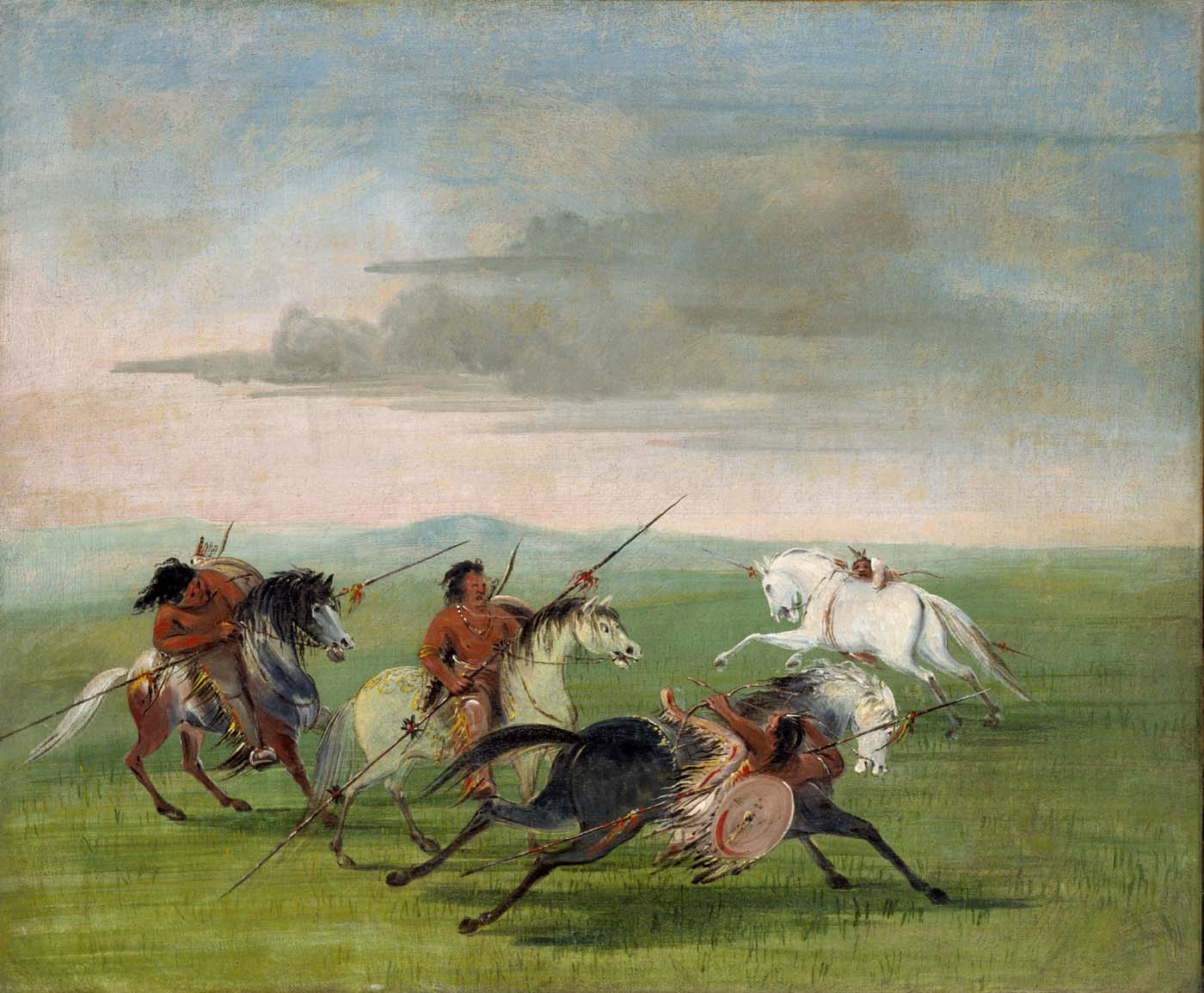
Comanchekrigare till häst. Målning av George Catlin.

Slaget vid Plum Creek utkämpades 12 augusti 1840, nära den nuvarande staden Lockhart mellan Texas Rangers och de comancher som tidigare anfallit städerna Victoria och Linnville. Striden har gått till historien som The Battle of Plum Creek efter Plum Creek, en ca 83 km lång biflod till San Marcos River. Den har sina källor i Hays County och flyter mot sydost.